# Diocèse de San Isidro de El General
Ne doit pas être confondu avec Diocèse de San Isidro.
Le diocèse de San Isidro de El General (en latin : Dioecesis Sancti Isidori ; en espagnol : Diócesis de San Isidro de El General) est un diocèse de l'Église catholique appartenant à la région ecclésiastique du Costa Rica et suffragant de l'archidiocèse de San José de Costa Rica.

## Territoire
Le diocèse s'étend sur deux provinces du Costa Rica. Une partie est située dans la province de Puntarenas (cantons d'Osa, Buenos Aires et Coto Brus), avec l'autre fraction de cette province gérée par les diocèses d'Alajuela et de Puntarenas. Une autre partie est dans la province de San José (cantons de Dota, Tarrazú et Pérez Zeledón)dont l'autre fraction est gérée par l'archidiocèse de San José de Costa Rica et le diocèse de Cartago.
Il possède un territoire d'une superficie de 10 346 km2 divisé en 26 paroisses. L'évêché est à San Isidro de El General où se trouve la cathédrale dédiée à saint Isidore le Laboureur, patron du diocèse.

## Histoire
Le diocèse est érigé le 19 août 1954 par la bulle Neminem fugit du pape Pie XII en prenant une partie des territoires de l'archidiocèse de San José de Costa Rica et du diocèse d'Alajuela.
Le 17 avril 1998, il cède les cantons d'Aguirre et Parrita pour la création du diocèse de Puntarenas.

## Évêques
- Delfín Quesada Castro (1954-1974)
- Ignacio Nazareno Trejos Picado (1974-2003)
- Guillermo Loría Garita, SS.CC (2003-2013)
- Gabriel Enrique Montero Umana, O.F.M.Conv (2013-2021)
- Juan Miguel Castro Rojas (2021- )